# Johny Johny Yes Papa
 (juin 2021).
La mise en forme du texte ne suit pas les recommandations de Wikipédia : il faut le « wikifier ».
Les points d'amélioration suivants sont les cas les plus fréquents :
- Les titres sont pré-formatés par le logiciel. Ils ne sont ni en capitales, ni en gras.
- Le texte ne doit pas être écrit en capitales (les noms de famille non plus), ni en gras, ni en italique, ni en « petit »…
- Le gras n'est utilisé que pour surligner le titre de l'article dans l'introduction, une seule fois.
- L'italique est rarement utilisé : mots en langue étrangère, titres d'œuvres, noms de bateaux, etc.
- Les citations ne sont pas en italique mais en corps de texte normal. Elles sont entourées par des guillemets français : « et ».
- Les listes à puces sont à éviter, des paragraphes rédigés étant largement préférés. Les tableaux sont à réserver à la présentation de données structurées (résultats, etc.).
- Les appels de note de bas de page (petits chiffres en exposant, introduits par l'outil «  Source ») sont à placer entre la fin de phrase et le point final[comme ça].
- Les liens internes (vers d'autres articles de Wikipédia) sont à choisir avec parcimonie. Créez des liens vers des articles approfondissant le sujet. Les termes génériques sans rapport avec le sujet sont à éviter, ainsi que les répétitions de liens vers un même terme.
- Les liens externes sont à placer uniquement dans une section « Liens externes », à la fin de l'article. Ces liens sont à choisir avec parcimonie suivant les règles définies. Si un lien sert de source à l'article, son insertion dans le texte est à faire par les notes de bas de page.
- La présentation des références doit suivre les conventions bibliographiques. Il est recommandé d'utiliser les modèles {{Ouvrage}}, {{Chapitre}}, {{Article}}, {{Lien web}} et/ou {{Bibliographie}}. Le mode d'édition visuel peut mettre en forme automatiquement les références.
- Insérer une infobox (cadre d'informations à droite) n'est pas obligatoire pour parachever la mise en page.

Pour une aide détaillée, merci de consulter Aide:Wikification.
Si vous pensez que ces points ont été résolus, vous pouvez retirer ce bandeau et améliorer la mise en forme d'un autre article.
Johny Johny Yes Papa est une comptine de langue anglaise. La chanson raconte l'histoire d’un enfant nommé Johny qui est surpris par son père alors qu'il est en train de manger du sucre. Les versions de cette chanson, se poursuivent généralement avec des variations sur ce thème,.

## Historique
Un livre de 1989 de la professeure américaine Jessica Wilson rapporte que la comptine était déjà chantée au Kenya en 1980. Selon Vinoth Chandar, PDG de ChuChu TV, la chanson peut être considérée comme assez ancienne car elle faisait partie du domaine public indien en 2018, ce qui indique qu’elle daterait d'au moins soixante ans (selon la loi indienne sur le droit d’auteur). Chandar a également ajouté en 2018 qu’il « l’entendait » quand il était enfant, et que les personnes âgées l’auraient également écoutée quand elles étaient enfants.

## Paroles
Les paroles de la chanson prennent la forme d'un dialogue et sont généralement chantées sur l’air de Twinkle, Twinkle, Little Star. La version originale et la plus connue de la chanson est:
" Johny, Johny,
Yes papa?
Eating sugar?
No papa.
Telling lies?
No papa.
Open your mouth.

Ha ha ha! "